# Câmpia Turzii
Câmpia Turzii (în maghiară Aranyosgyéres, în germană Jerischmarkt sau Gieresch) este un municipiu în județul Cluj, Transilvania, România. Se află pe lunca râului Arieș, la câțiva kilometri sud-est de municipiul Turda și la 40 km de municipiul Cluj-Napoca. Localitatea Câmpia Turzii a fost înființată prin decret regal în anul 1925, prin unirea satelor Ghiriș-Arieș și Ghiriș-Sâncrai.

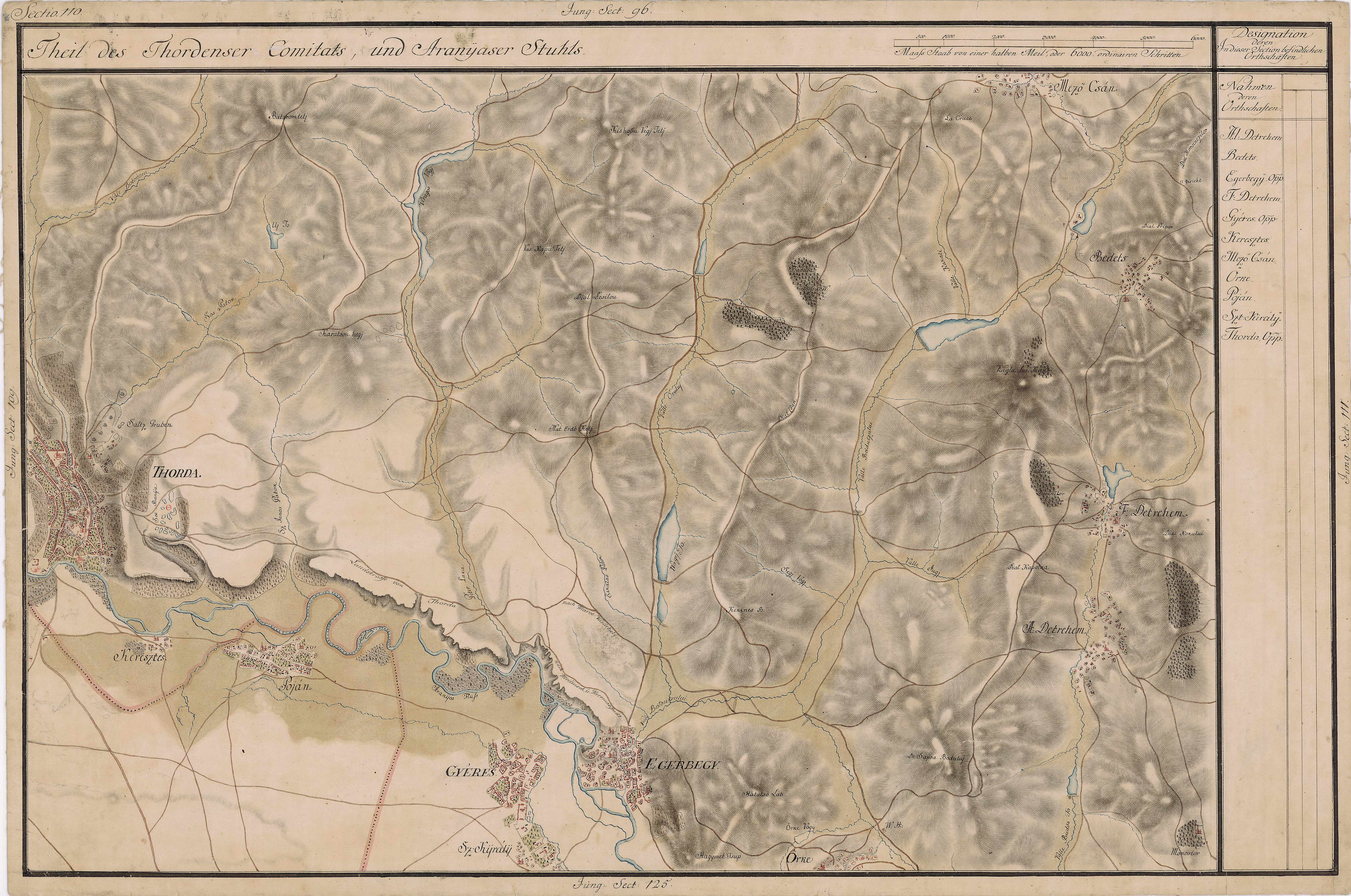
Câmpia Turzii pe Harta Iosefină a Transilvaniei, 1769-1773 (Sectio 110)

## Etimologie
Denumirile anterioare Câmpiei Turzii au evoluat de-a lungul timpului astfel: Ghiriș-Sâncrai: 1219 = Villa Sancti Regis (satul regelui sfânt); sec.XIV = Villa Sancti Regis, Villa de Sancto Rege, Villa Zenthkiraly; sec.XV-XVI = Poss(essio) Zenthkyral, Zentkjraly; 1661 = Gyéres-Szent-Király; 1733 = Szent-Király; după 1830 = Sâncraj(u), Ghiriș-Sân-Craiu, Sâncraiu, Ghiriș Sân-Craiu; după 1 decembrie 1918 = Ghiriș-Sâncrai (sân = sfânt, crai = rege).
Ghiriș-Arieș: 1292 = Terra Gerusteleke (Pamântul lui Gerus); sec.XIV = Poss(essio) Gerusteleke, Terra Gerustelke; sec.XV-XVI = Terra Geres, Poss(essio) Gyerys, Gyeres; sec.XVII-XVIII = Gheres, Girisch, Aranyos Gyéres; sec.XIX = Gyirischu, Ghirișiu de Arieș, Ghiriș, Aranyosgyerés; 1904 = Ghiriș-Arieș; după 1 decembrie 1918 = Ghiriș-Arieș.

## Împărțire și cartiere
-Centru

-Șarât

-Insulă

-Lut

-Sâncrai

-Blocuri

## Stemă
Stema municipiului Câmpia Turzii se compune dintr-un scut despicat de un brâu undat, de argint. În primul cartier, pe fond albastru, sunt două săbii încrucișate. În cartierul doi, pe fond auriu, este reprezentat un pergament care poartă numărul 1219. În cartierul inferior, pe fond roșu, sunt reprezentate o oală de turnat oțel (oțel curgând, ce se transformă într-un colac de sârmă) și două spice de grâu. Scutul este timbrat de o coroană murală, de argint, formată din cinci turnuri crenelate.
Semnificația elementelor însumate:
Săbiile exprimă simbolic lupta de apărare dusă de localnici de-a lungul secolelor. 
Numărul 1219 amintește de prima atestare documentară a localității. Oala de turnat oțel și spicele de grâu simbolizează activitatea locuitorilor zonei, respectiv metalurgia și cultura cerealelor. Numărul turnurilor - cinci - atestă faptul că așezarea este un centru urban, ridicat la rang de municipiu.

## Istorie
Cele mai vechi dovezi ale prezenței omului pe aceste meleaguri datează din Neoliticul timpuriu (6500-3000 î.C.). Aceste urme constau din obiecte de piatră cioplită, descoperite pe malul stâng al Arieșului, între Valea Sărată și CERCON Arieșul S.A. (fosta "Industria de Lut S.A.").
Din faza de tranziție de la Neoliticul târziu la epoca timpurie a bronzului (1900-1700 î.C.) datează un mormânt tumular , descoperit in zona stației de transformatoare electrice și a racordului CFR dintre Turda și Războieni, cercetat parțial în 1967. Mormântul are dimensiuni apreciabile (diametrul maxim cca 50 m, înălțimea cca 2 m), acoperă o groapă mortuară (în care s-a găsit scheletul unui bărbat înalt si robust) și a fost atribuit unor triburi de păstori nomazi, originari din stepele nord-pontice, fiind un unicat în Transilvania.
Din perioada dacică s-au descoperit la Poiana (cartier turdean, la vest de Câmpia-Turzii) podoabe de argint, brățări spiralice cu extremități ornamentate în formă de cap de șarpe și coliere de sârmă răsucită, iar la marginea drumului Viișoara-Boian vase de lut ornamentate.

### Perioada romană
Nu s-au descoperit urme din perioada stapânirii romane (106-274 d.C.), desi nu departe era situat importantul castru roman Potaissa (azi Turda). Peste actualul teritoriu al Câmpiei-Turzii trecea un drum roman, care pleca de la Potaissa spre Mureșul superior și se întâlnea cu drumul roman ce mergea de la „Salinae” (azi Ocna Mureș) spre satul Gligorești. Nu s-au găsit la Câmpia-Turzii din păcate urme sigure ale acestui drum. Ceva mai la sud, pe teritoriul satului Călărași, a fost identificată o porțiune a unui alt drum roman, ce unea Potaissa (azi Turda) cu Apulum (azi Alba Iulia). 

"Epoca veche a antichitatii este reprezentată de mai multe probe arheologice și numismatice aparținând perioadei când Dacia era provincie romană (secolele II si III e.n.) identificate în sus-numita arie, între care și urmele mai multor asezări." - extras din istoricul publicat de Primăria Municipiului Câmpia Turzii.
Din epoca postromană s-au găsit mai multe dovezi arheologice în împrejurimi (la Turda și la Urca). Din perioada marilor migrații ale popoarelor este atestată trecerea prin zonă a Avarilor .

### Evul mediu
Cea mai veche informație scrisă și păstrată despre Câmpia-Turzii se referă la satul Ghiriș-Sâncrai și se află într-un document redactat în anul 1219 de cancelaria regală a Ungariei. Este vorba de actul de donație al regelui Andrei al II-lea (1205-1235) în favoarea canonicilor Episcopiei Catolice din Esztergóm (Ungaria), prin care le era donat "un pământ în partea din Ardeal care se cheamă Vinț" (azi Unirea, lângă Ocna Mureș). Unul dintre reperele de hotar care delimita acel teren se afla "pe drumul de lângă hotarul satului Chiend" (azi Plăiești), în satul Villa Sancti Regis (satul regelui sfânt, mai târziu numit Ghiriș-Sâncrai). Ghiriș-Sâncrai era deci la acea dată domeniu de coroană.
Cel dintâi certificat de atestare al satului învecinat Ghiriș-Arieș este datat 1292, fiind un înscris prin care capitulul Episcopiei Catolice de Alba Iulia confirma că Paul și Petru, fiii nobilului Gerus din Ghiriș-Arieș au vândut comitelui Ioan, fiul lui Urkund, nobil de Tordalaka (această mică așezare medievală din apropiere nu mai există) pentru 30 de mărci un „pământ numit Terra Gerusteleke” (pământul lui Gerus), aflat în Comitatul Turda, „circa undam fluvii Aranias” („aproape de râul Arieș”) "cu toate folosințele sale". Inceputurile celor 2 sate apropiate trebuie căutate anterior datării lor documentare .
În registrul de dijme papale dintre anii 1332-1337 figurează numai satul Ghiriș-Sâncrai (Villa Sancti Regis, Villa de Sancto Rege, Villa Zenthkiraly) . În Ghiriș-Sâncrai exista deci o parohie romano-catolică, cu o populatie probabil formată din mai multe etnii. În aceeași perioadă, Ghiriș-Arieș era locuit și de români ortodocși. În anul 1610 Ghiriș-Arieș a fost ridicat printr-o decizie a principelui Ardealului Gabriel Báthory (1608-1613) la rangul de târg, cu ocazia donării acestui domeniu (Gheres, Girisch) unui număr de 58 militari din garda princiară (care i-au salvat viața) și înnobilării acestora. Domeniul cuprindea: satul și castelul Aranyos-Gyéres , precum și satele Tăureni, Tritenii de Sus, Tritenii de Jos, Iacobeni, Coc și Boian. Ghiriș-Arieș a devenit târg si colonie militară, în timp ce Ghiriș-Sâncrai a rămas mai departe un sat cu economie feudală și cu servituți iobăgești. După 1763, Ghiriș-Arieș decade treptat, fiindu-i anulate drepturile și privilegiile. În secolul al XVIII-lea, castelul Ghiriș-Arieș a fost folosit drept cantonament militar și sediu al grănicerilor. Ruinele sale se mai vedeau încă la mijlocul secolului al XIX-lea.
Bisericile românești (din lemn) sunt atestate documentar pentru prima dată in anul 1733 (Ghiriș-Sâncrai) și 1750 (Ghiriș-Arieș), dar construcția lor se presupune că a fost mai devreme. Recensământul din anii 1784-1787 consemnează următorul număr de case: Ghiriș-Arieș = 101, Ghiriș-Sâncrai = 75. Un recensământ ulterior (1857) a consemnat următoarea situație a caselor: Ghiriș-Arieș = 246, Ghiriș-Sâncrai = 103.
Pe Harta Iosefină a Transilvaniei din 1769-1773 (Sectio 110), satele inițiale Ghiriș-Arieș și Ghiriș-Sâncrai apar sub numele de „Gyéres”, respectiv „Sz. Kiraly”.
În anul 1861, când localitățile privilegiate își redobândesc autonomia, Ghiriș-Arieșului i s-au restituit parțial privilegiile avute înaintea revoluției din 1848. 

### Epoca modernă

Prima Școală Românească din Câmpia Turzii construită în anul 1879

- 1848-1849 - în timpul Revoluției române din Transilvania pentru libertate, demnitate au avut loc acțiuni revoluționare la Ghiriș și Sâncrai: țăranii români de aici se înrolează în legiunile lui Avram Iancu, participând la Bătăliile din Munții Apuseni împotriva autorităților maghiare.
- 1867 Ghiriș-Arieș trece din nou în rândul așezărilor rurale cu statut de comună. Acest statut îl va păstra până în anul 1925, anul creării comunei Câmpia-Turzii.
- 1873 - se dă în funcțiune linia ferată Războieni - Ghiriș-Arieș - Cluj. Calea ferată Câmpia Turzii-Turda s-a inaugurat la data de 19 iunie 1885.

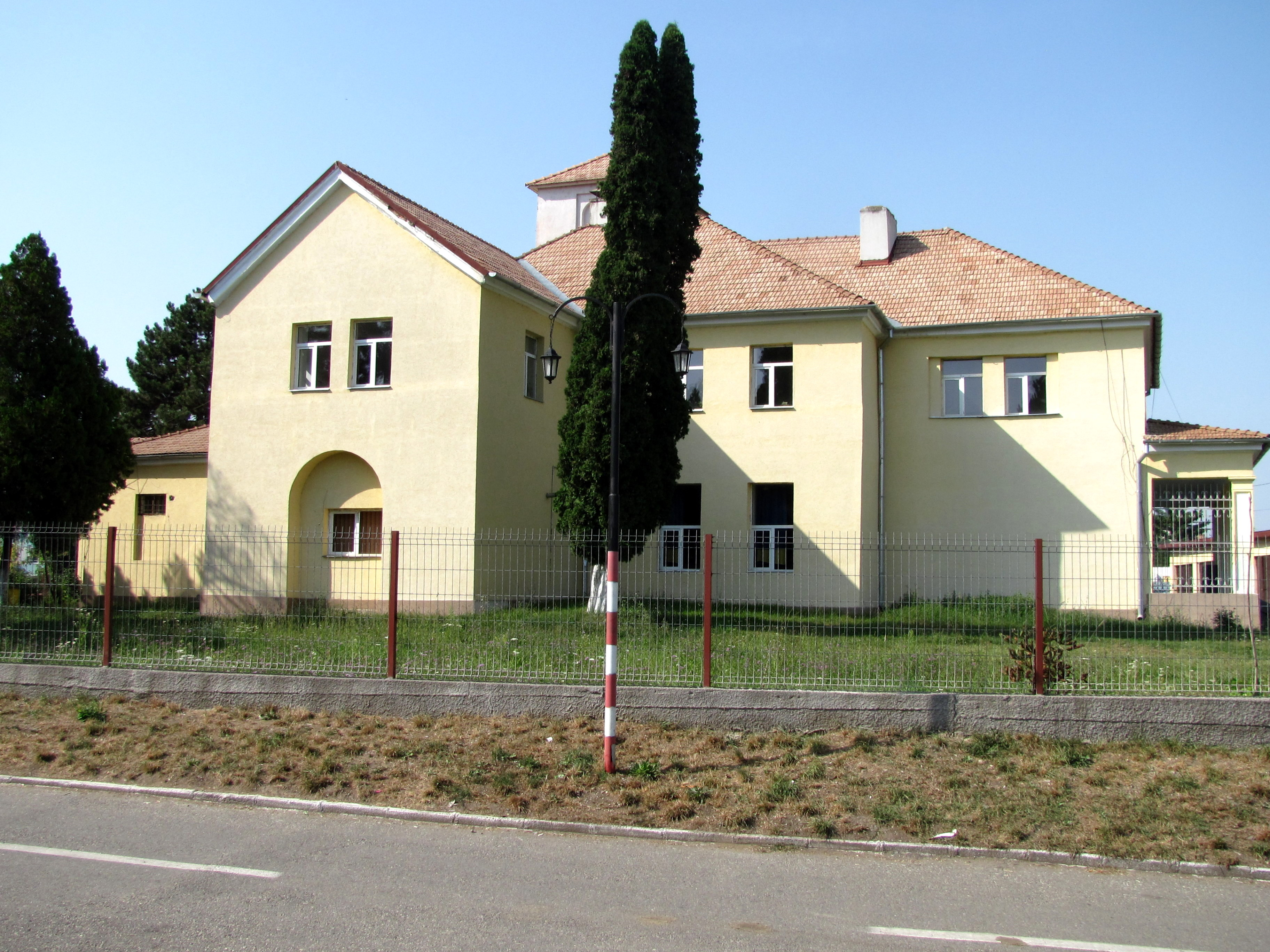
Conacul Paget din Câmpia Turzii(Clubul copiilor)

- 1879 - se construiește prima școală românească în Ghiriș-Arieș, pe fundația unei școli mai vechi, în anul 1948 imobilul a servit drept dispensar TBC al Policlinicii Orășenești, iar din 2012 clădirea devine muzeu, declarat de către Consiliului Local Câmpia Turzii[13].

- 1896-1898 - se ridică Biserica Romano-Catolică din Ghiriș-Sâncrai. În 1898 comuna Ghiriș-Arieș dispunea de 321 case, iar satul învecinat Ghiriș-Sâncrai de 123 case.
- 1907-1908 se construiește în apropiere de Ghiriș-Arieș prima fabrică din zonă („Industria de lut S.A.”, azi: CERCON Arieșul S.A.).
- 1910-1912 - se ridică în Ghiriș-Arieș o Biserică Greco-Catolică din cărămidă, pe locul uneia mai vechi din lemn.

- 1914 - 1918 - Primul Război Mondial. Numeroși bărbați din Ghiriș și Sâncrai siliți să îmbrace uniforma Imperiului Austro-Ungar, unii vor pierii pe câmpurile de luptă.

- 1914 - 1918 - în primii ani după primul război mondial în conac „Paget” a fost adăpostit Azilul pentru copii, acesta se ocupa de creșterea și ocrotire unor minori de vârstă școlară rămași orfani după război unde exista și o fermă agricolă[13].

### Epoca contemporană

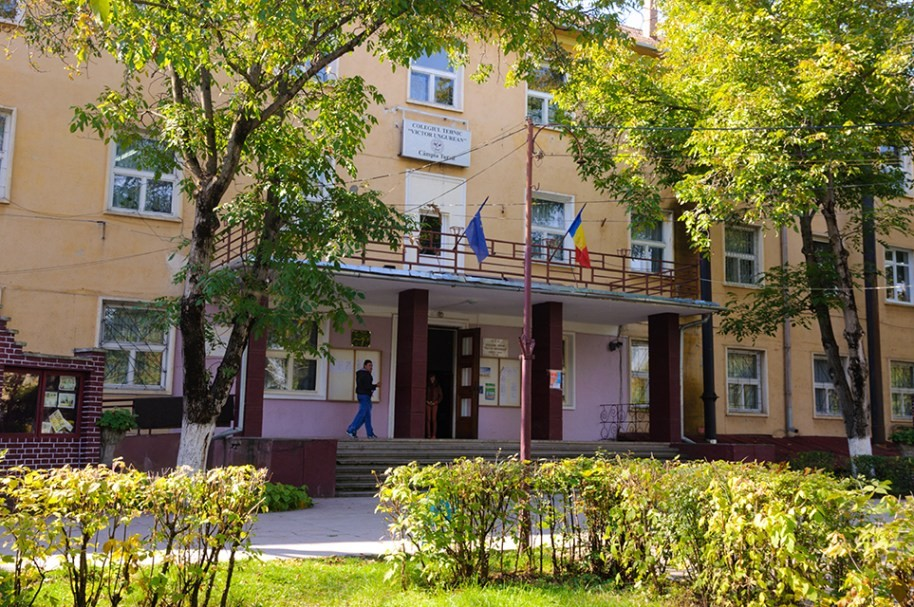
Liceul Industrial Metalurgic Câmpia Turzii, Câmpia Turzii, Str. Laminoriștilor nr. 115

După dispariția Imperiului Austro-Ungar, la 1 Decembrie, locuitorii români din com. Ghiriș participă la Marea Adunare Națională de la Alba Iulia.
- după marea unire din 1 Decembrie 1918 ferma agricolă a fost trecută în proprietatea statului, iar azilul își schimbă denumirea în anul 1923 în Orfelinatul de băieți „Mihai Viteazul”.

- 1918-1929 - în fostul conac Paget v-a funcționat atât fermă agricolă statală, cât și Orfelinatul de băieți în perioada (1920-1929). În cadrul orfelinatului în anul 1923-1924 erau 123 de copii români, maghiari și alte naționalități conlocuitoare.

- 1923 - într-o clădire a orfelinatului se înființează Capela Ortodoxă care v-a funcționa până în anul 1940-1951. Datorită crizei din anul 1929 orfelinatul se desființează[14][13].

- 1920 în Ghiriș-Arieș existau (înaintea Reformei Agrare din 1921) trei mari latifundiari: Betegh Miklos, Statul Român (proprietar de drept al unei foste moșii a Statului Austro-Ungar) și Parohia Reformată-Calvină.

- în Ghiriș-Sâncrai existau de asemenea trei mari latifundiari: Betegh Miklos și soția, văduva contelui (gróf) Bethlen Bálint (n. 1856, Beclean - d. 1913, Budapesta; căsătorit cu contesa Uzon Adalberta Béldi în 1882 la Cluj; contesa (n. 1863, Cluj - d. 1946, Budapesta) și Illyés Olga (cu reședința în Sâncraiul de Mureș). Chiar și dupa Reforma Agrară din 1921, marii proprietari de pamânt au continuat să existe la Câmpia Turzii. Contele Bethlen Ödón își avea cea mai mare parte a moșiilor la Urca.

După anul 1920 începe dezvoltarea comunei Ghiriș-Arieș. În anul 1920 începe introducerea gazului metan în locuințele comunei.
- 1921 - Ghiriș-Arieș avea 364 case, iar Ghiriș-Sâncrai 119 case. Începe construirea fabricii „Industria Sârmei S.A”, iar în iunie se dă în funcțiune primele capacități de producție ale fabricii.

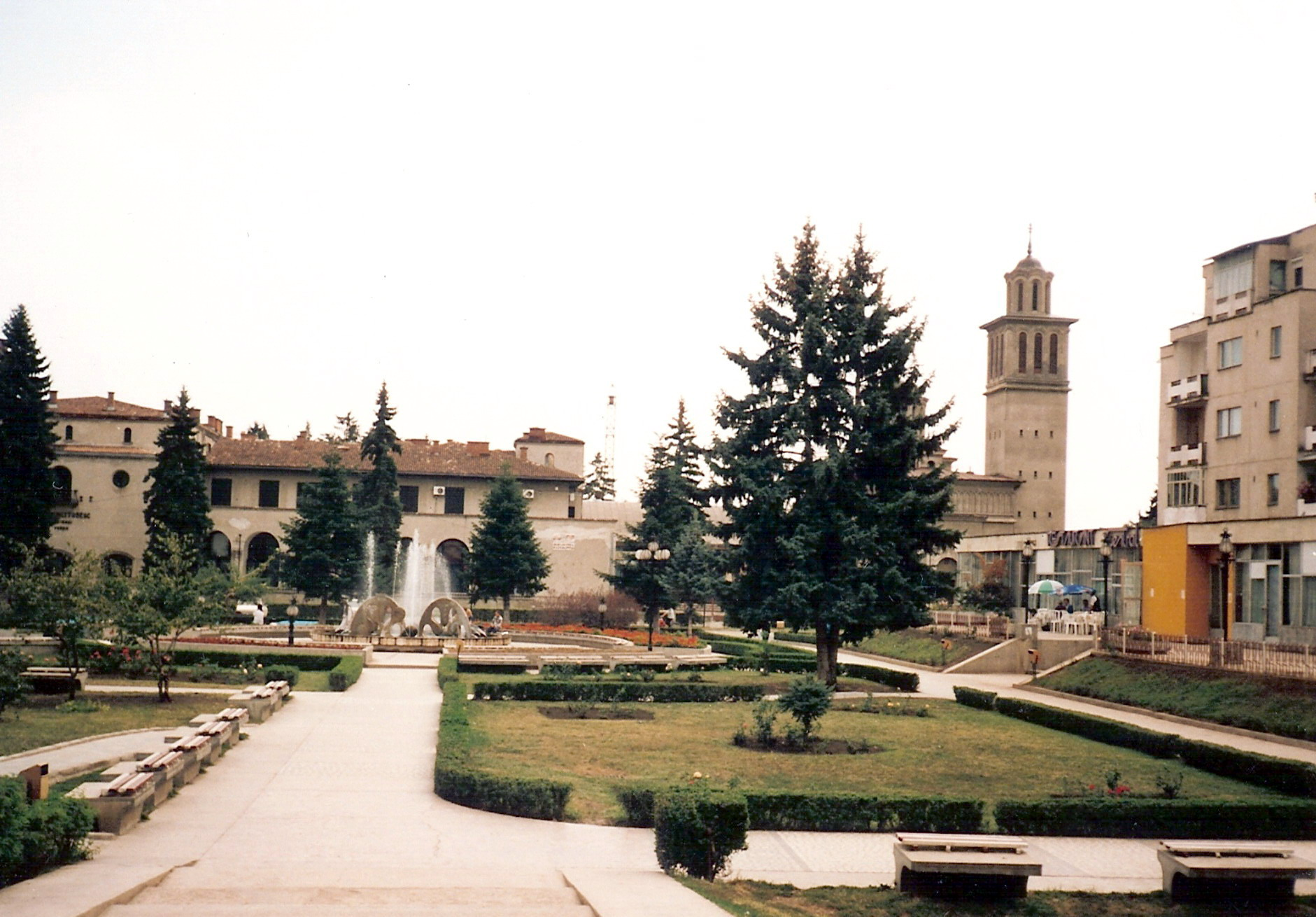
Câmpia Turzii, parcul din centrul orașului

- 1923 - se pun bazele unei scoli de pregătire a ucenicilor in meseriile de care aveau nevoie comunitatea și unitățile de prestări servicii și producție nou construite de atunci, forță de munca calificată: cizmar, vânzător, croitor, frizer, dulgher, mecanic și strungar[15].Tot în același an la Ghiriș se înființează Clubul Sportiv Industria Sârmei[16].

- 1925 - prin unificarea celor 2 localități (Ghiriș-Arieș cu Ghiriș-Sâncrai) s-a format localitatea luând numele de comuna "Câmpia-Turzii", prin Decretul regal nr.2456 din 25 septembrie 1925. Unificarea a fost programată din 1924, când ordinul nr. 360 al primpretorului plasei Turda decidea unirea dintre comunele Ghiriș-Arieș, Ghiriș-Sâncrai și Agârbiciu (actuala Viișoara). Consiliul comunal a acceptat unirea primelor două, nu însă și pentru Viișoara, întrucât "terenul dintre localități este inundabil și, deci, impropriu construcțiilor de locuințe, apoi Agârbiciu, fiind comună săracă, prin unificare ar fi o povară pentru Ghiriș"[17].

În perioada interbelică a devenit sediul plășii Câmpia Turzii (fosta plasă Turda), în cadrul județului Turda.
- 1930 - se ridică o Biserică Greco-Catolică din cărămidă în cartierul Sâncrai (fost Ghiriș-Sâncrai), pe locul unei biserici mai vechi din lemn. În acel an în Câmpia-Turzii existau 797 clădiri.
- 1935 încep lucrările de „sistematizare și înfrumusețare a comunei” un proiect întreprins și finanțat de Industria Sârmei.

.

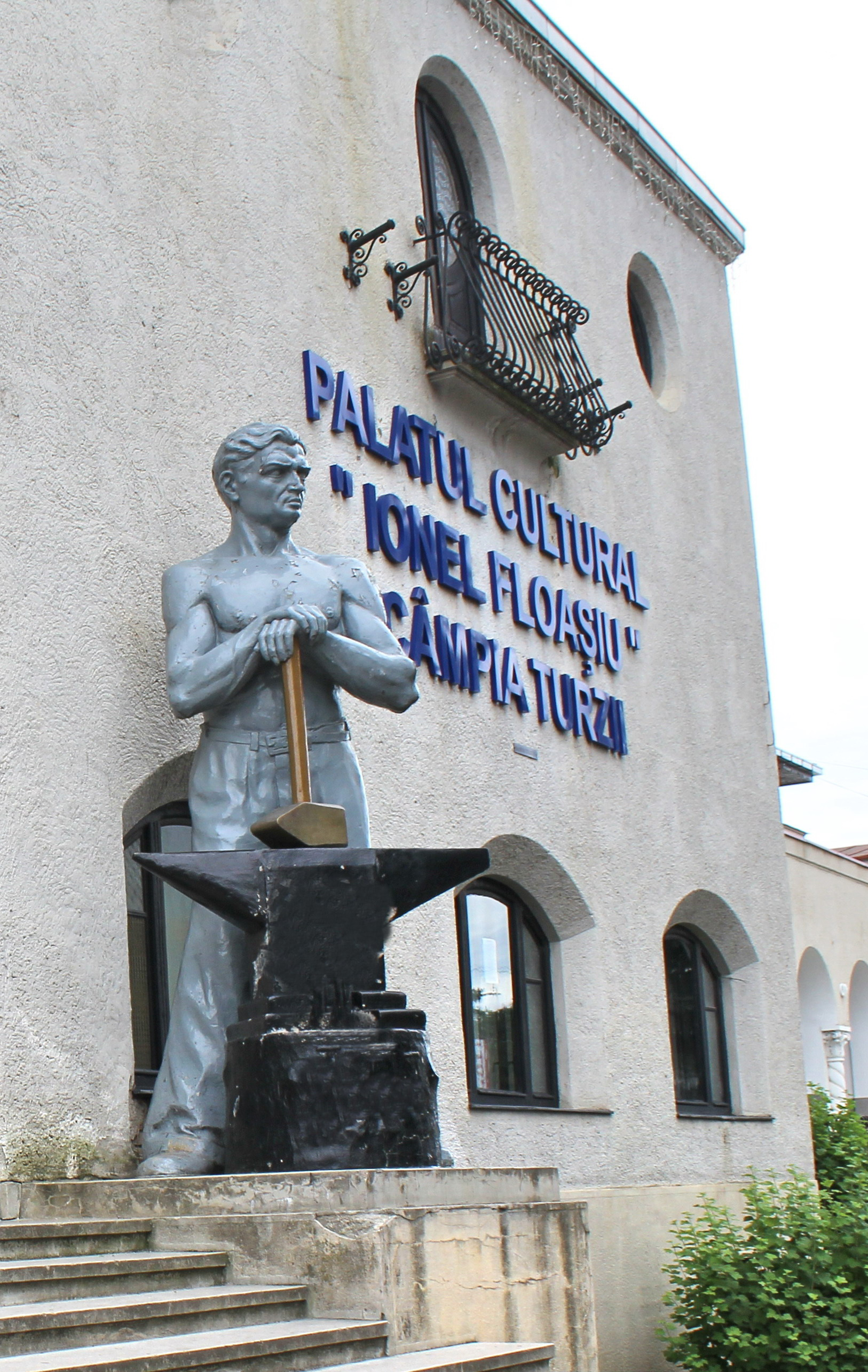
“Palatul de Cultură Ionel Floașiu”

- 1938 – este inaugurat Stadionul „Industria Sârmei”.
- 1942 - se construiește „Palatul Cultural Industria Sârmei”, ulterior numit Clubul Muncitoresc în 1945[16].
- 1943 - a început să se construiască Biserica Ortodoxă din centru. Va fi dată în folosință în anul 1951, finalizare interiorul va fi realizata în 1974.
- 1941 - 1945 - În al Doilea Război mondial, numeroși locuitori ai localității, bărbați sunt trimiși pe front, unii au căzut la datorie. Mulți au fost răniți și luați prizonieri.
- 1944 - În perioada 5-12 septembrie, Câmpia Turzii s-a aflat sub ocupația trupelor ungare-germane care au pătruns în localitate pe 5 septembrie în urma unei ofensive pe direcția Cluj-Turda. În cursul ocupației inamicul devastează Stația CFR, magazinele din zonă și confiscă mărfurile aflate în depozite Cooperativei de consum Sârma. Între 9 și 13 octombrie se petrece cele mai tragice evenimente din istoria localității: între unități româno-sovietice și ungaro-germane în zona Câmpia Turzii. În aceea perioadă s-au înregistrat mulți morți și răniți din rândul combatanților dar și a populației care au afectat și distrus clădiri din localitate.[13]

- 1948 - o dată cu legea reformei în învățământ din 3 august 1948, Școala Primară de Stat capătă denumirea de Școala Elementară de 7 ani, iar începând cu anul 1962-1963, primește numele de Școala Generală de 8 ani nr. 1.[18]

.

Stema veche 2008-2009

- 1950 - 1952 - se dă în folosință în etape noua construcție a "Școlii Profesionale de ucenici Industria Sârmei".
- 1952 - la 1 august, Câmpia Turzii își câștigă rangul administrativ de oraș.
- 1954 - se înființează Spitalul Orășenesc, astăzi Spitalul municipal Dr. Cornel Igna.
- 1958 - se înființează Școala elementară nr.3 din cartierul Șarât.
- 1959 - se dă în folosință noul edificiu al Școlii Medii Mixte azi Liceul Teoretic Pavel Dan.
- 1962 - se inaugurează Sala Sporturilor din Oraș.
- 1963 - se clădește Școala Generală nr. 2 azi Școala „Avram Iancu”.

- 1960 - 1970 - Industria Sârmei dă în funcțiune Trăgătoria de Oțel Tare nr. 2 și Laminorul nr. 3.

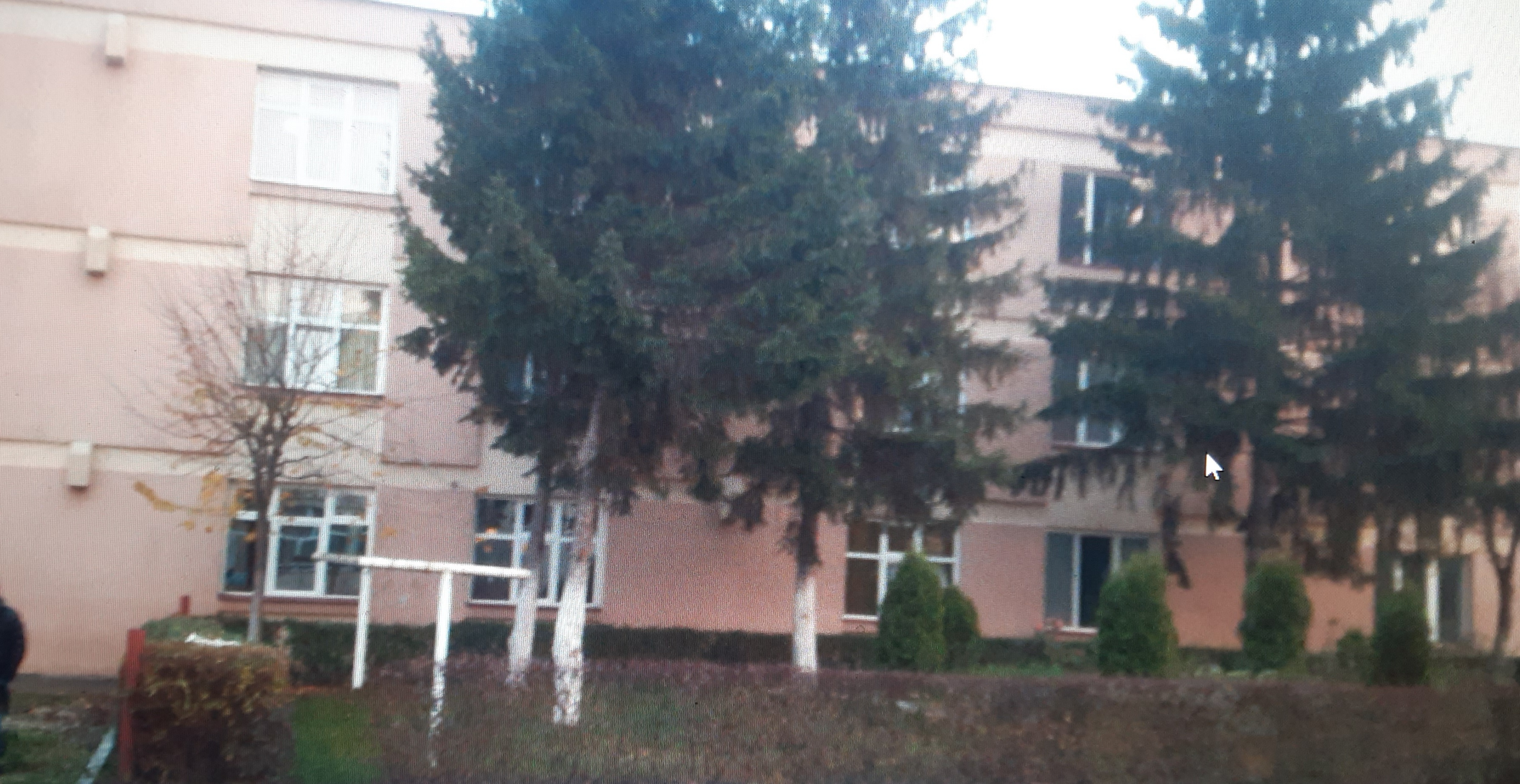
Casa de Copii Școlari Câmpia Turzii

- 1971 - începe activitatea la Liceul Industrial Metalurgic Câmpia Turzii funcționând în cadrul „Grupului Școlar Profesional și Tehnic” iar din 2000 își schimbă denumirea în Colegiul Tehnic „Victor Ungureanu”, aprobat prin  Ordinul M.E.N. cu nr. 4565 din 19.09.2000[16][19].
- 1972 - se dă în funcțiune în „Orașul Muncitoresc” noul sediu al Școli Generale Nr.1, actualmente Școala Gimnaziala „Mihai Viteazul” Câmpia Turzii care ulterior edificiu este mărit.
- 1975 - se termină lucrările de construcție la Casa de Copii Școlari Câmpia Turzii care în anul 1976 se dă în funcțiune, din anul 1998 își schimbă denumirea în Centru de Plasament nr. 5 „Sfântul Nicolae” Câmpia Turzii[19][13][18].

## Economia
Viața economică a orașului a fost influențată de următoarele unități industriale: 

- „Industria de Lut“ (1907-1992), preluată de „CERCON Arieșul S.A.“ (1992-2015).

- "Industria Sârmei" (înființată în 1920). 

- Fabrica textilă „Smyrna“ (1928-1930) (str.Abatorului). 

- Fabrica de adezivi Henkel (din 2008).

## Demografie
Componența etnică a municipiului Câmpia Turzii
     Români (76,42%)
     Maghiari (4,72%)
     Romi (3,32%)
     Alte etnii (0,19%)
     Necunoscută (15,35%)
Componența confesională a municipiului Câmpia Turzii
     Ortodocși (69,2%)
     Reformați (4,42%)
     Penticostali (3,74%)
     Martori ai lui Iehova (2,13%)
     Greco-catolici (1,07%)
     Alte religii (3,02%)
     Necunoscută (16,41%)
Conform recensământului efectuat în 2021, populația municipiului Câmpia Turzii se ridică la 20.590 de locuitori, în scădere față de recensământul anterior din 2011, când fuseseră înregistrați 22.223 de locuitori. Majoritatea locuitorilor sunt români (76,42%), cu minorități de maghiari (4,72%) și romi (3,32%), iar pentru 15,35% nu se cunoaște apartenența etnică. Din punct de vedere confesional, majoritatea locuitorilor sunt ortodocși (69,2%), cu minorități de reformați (4,42%), penticostali (3,74%), martori ai lui Iehova (2,13%) și greco-catolici (1,07%), iar pentru 16,41% nu se cunoaște apartenența confesională.

### Evoluție istorică
De-a lungul timpului populația localității a evoluat astfel:
| Recensământul | Recensământul | Structura confesională | Structura confesională | Structura confesională | Structura confesională | Structura confesională | Structura confesională | Structura confesională | Structura confesională | Structura confesională | Structura confesională | Structura confesională |
| ------------- | ------------- | ---------------------- | ---------------------- | ---------------------- | ---------------------- | ---------------------- | ---------------------- | ---------------------- | ---------------------- | ---------------------- | ---------------------- | ---------------------- |
| Anul          | Total         | Ortodocși              | Greco-catolici         | Romano-catolici        | Reformați              | Evanghelici            | Unitarieni             | Mozaici                | Baptiști               | Penticostali           | Adventiști             | Alții                  |
| 1850          | 1.655         | 3                      | 1.057                  | 43                     | 548                    | 1                      | 3                      |                        |                        |                        |                        | 0                      |
| 1857          | 1.555         | 1                      | 983                    | 50                     | 517                    | 1                      | 3                      |                        |                        |                        |                        | 0                      |
| 1869          | 1.458         | 8                      | 885                    | 63                     | 491                    | 1                      | 6                      | 4                      |                        |                        |                        | 0                      |
| 1880          | 1.833         | 55                     | 904                    | 120                    | 685                    | 6                      | 15                     | 48                     |                        |                        |                        | 0                      |
| 1890          | 2.244         | 30                     | 1.036                  | 175                    | 900                    | 10                     | 27                     | 66                     |                        |                        |                        | 0                      |
| 1900          | 2.404         | 24                     | 1.175                  | 141                    | 920                    | 10                     | 49                     | 84                     |                        |                        |                        | 1                      |
| 1910          | 2.519         | 17                     | 1.295                  | 86                     | 1.014                  | 7                      | 8                      | 92                     |                        |                        |                        | 0                      |
| 1930          | 4.124         | 212                    | 1.909                  | 363                    | 1.305                  | 31                     | 92                     | 208                    | 1                      |                        |                        | 3                      |
| 1992          | 29.307        | 22.769                 | 1.401                  | 551                    | 2.421                  | 7                      | 65                     |                        | 238                    | 824                    | 154                    | 877                    |
| 2002          | 26.823        | 21.822                 | 644                    | 364                    | 1.896                  | 3                      | 43                     | 6                      | 219                    | 876                    | 137                    | 813                    |

|  | Graficele sunt indisponibile din cauza unor probleme tehnice. Mai multe informații se găsesc la Phabricator și la wiki-ul MediaWiki. |

Date: Recensăminte sau birourile de statistică - grafică realizată de Wikipedia

## Administrație și politică
Clădirea primăriei a fost construită în anul 1943, ca sediu al preturii plășii Cȃmpia Turzii. In 1950 a devenit sediul Sfatului Popular, ulterior al primăriei.
Municipiul Câmpia Turzii este administrat de un primar și un consiliu local compus din 19 consilieri. Primarul, Dorin-Nicolae Lojigan, de la Partidul Național Liberal, este în funcție din 2016. Începând cu alegerile locale din 2024, consiliul local are următoarea componență pe partide politice:
|  | Partid                                 | Consilieri | Componența Consiliului | Componența Consiliului | Componența Consiliului | Componența Consiliului | Componența Consiliului | Componența Consiliului | Componența Consiliului |
|  | -------------------------------------- | ---------- | ---------------------- | ---------------------- | ---------------------- | ---------------------- | ---------------------- | ---------------------- | ---------------------- |
|  | Partidul Național Liberal              | 7          |                        |                        |                        |                        |                        |                        |                        |
|  | Alianța pentru Unirea Românilor        | 5          |                        |                        |                        |                        |                        |                        |                        |
|  | Partidul Social Democrat               | 4          |                        |                        |                        |                        |                        |                        |                        |
|  | Uniunea Salvați România                | 2          |                        |                        |                        |                        |                        |                        |                        |
|  | Uniunea Democrată Maghiară din România | 1          |                        |                        |                        |                        |                        |                        |                        |

Câmpia Turzii a devenit prin legea pentru unificarea administrativă din 24 iunie 1925  centru administrativ, respectiv sediu de plasă (una din cele 6 plase ale județului Turda). Conform recensământului populației României din 29 decembrie 1930, plasa Câmpia Turzii cuprindea 19 comune: Boian, Călărași, Câmpia Turzii (sediul plasei), Ceanu Mare, Coc, Gligorești, Gura Arieșului, Iacobeni, Inoc, Luna, Lunca Mureșului, Luncani, Poiana (azi, cartier al municipiului Turda), Războieni-Cetate, Tritenii de Jos, Tritenii de Sus, Unirea, Urca, Viișoara. Județul Turda și - implicit - plasa Câmpia Turzii, au fost desființate odată cu reforma administrativă din 6 septembrie 1950.
La data de 8 mai 1946, Câmpia Turzii a fost declarată comună de categoria I, la data de 1 august 1952 oraș, iar la data de 11 noiembrie 1998 municipiu.
În perioada 2008-2012, primarul municipiului a fost Ioan Vasinca, care a decedat pe data de 1 iunie 2012, înainte de alegerile municipale din același an.

## Lăcașuri de cult
- Parohia ortodoxă nr. 1, cu hramul „Adormirea Maicii Domnului“ (fostă greco-catolică până în 1948), str. Laminoriștilor, nr. 30 (colț cu str. George Coșbuc). Între anii 1910-1912, a fost înălțată în satul de odinioară Ghiriș-Arieș această biserică de cult greco-catolic din cărămidă și piatră, în locul unei biserici din lemn, mai veche, strămutată în localitatea învecinată Călărași. Terenul a fost achiziționat în anul 1910 de către parohia greco-catolică, în baza unei înțelegeri cu un comerciant evreu local. La data de 1 decembrie 1948, biserica a fost trecută forțat prin Decretul nr. 358 la cultul ortodox. După anul 1948, biserica a suferit modificări arhitectonice, primind totodată hramul ortodox „Adormirea Maicii Domnului“. Interiorul bisericii s-a refăcut și s-a pictat în stil bizantin.
- Parohia ortodoxă nr. 2, cu hramul „Învierea Domnului”, Piața M. Viteazu, nr. 9. Biserica a fost construită între anii 1943-1951, având ca finanțator principal uzina "Industria Sârmei S.A.", lucrarea executându-se din inițiativa directorului Ionel Floașiu. Arhitectul acestei biserici a fost Gheorghe Cristinel din București (el a proiectat și Palatul Cultural „Ionel Floașiu“ din localitate). Constructorul bisericii a fost Gheorghe Pop, sculptorul lucrărilor de la interiorul și exteriorul bisericii a fost Gheorghe Dima, iar pictorul Coriolan Munteanu a executat pictura interioară. Biserica este înscrisă pe lista monumentelor istorice din județul Cluj.
- Parohia ortodoxă nr. 3, cu hramul „Sf. Arhangheli Mihail și Gavril” (fostă greco-catolică până în 1948), str. 1 Decembrie 1918, nr. 57 (colț cu str. Axente Sever). Biserica greco-catolică (din fostul cartier Ghiriș-Sâncrai) a fost construită între anii 1928-1930, pe un teren donat de moșierul localnic Miklos Betegh și soția sa. A fost ridicată în cărămidă, cu o singură navă și cu un turn înzestrat, la început, cu un clopot mic, preluat de la vechea biserică greco-catolică de lemn de pe acest amplasament. La data de 1 decembrie 1948, biserica a fost trecută forțat prin Decretul nr. 358 la cultul ortodox. După anul 1948, fosta biserică greco-catolică a suferit unele modificări arhitectonice, primind totodată hramul „Sf. Arhangheli Mihail și Gavril“.
- Parohia ortodoxă nr. 4, cu hramul „Sf. Gheorghe, Gavrilă și Andrei”, str. Nicolae Titulescu f.n. (cartierul Șarât). Construcția a început în anul 1994 și a fost finalizată în 2007. Sub aspect arhitectural, îmbină mai multe stiluri. Iconostasul e construit în stil bizantin, iar interiorul e ornamentat cu fresce.
- Parohia ortodoxă nr. 5 cu hramul „Sf. Ilie Proorocul”, str. Gheorghe Barițiu, nr. 38 C. Biserica a fost construită între 1999-2002, în formă de navă. Sculptura și pictura iconostasului au fost realizate în anul 2007. În 2008 s-a executat pictura în frescă de tip neobizantin.
- Parohia greco-catolică cu hramul „Buna Vestire“, str. Vasile Alecsandri f.n. Biserica a fost ridicată între anii 1990-2001 în stil brâncovenesc, caracterizat prin linii curbe. Clopotnița îmbină stilul cubist cu cel românesc. Interiorul este decorat cu fresce și vitralii.
- Parohia romano-catolică cu hramul „Inima Neprihănită a lui Isus Cristos“, str. 1 Decembrie 1918, nr. 28. Biserica a fost construită în anul 1898 și restaurată în 1912. Este o construcție cu arhitectură dreptunghiulară. Interiorul este aranjat după ritul latin și are expus, din anul 1930, originalul tabloului pictat pe pânză “Inima Neprihănită a lui Isus Cristos”.
- Biserica reformată-calvină, Piața M.Viteazu nr.1. Este cel mai vechi edificiu din oraș, înălțat în anii 1679-1680, declarat monument istoric. Biserica este o construcție fortificată, împrejmuită cu zid de piatră. Odinioară, zidul era mai înalt, dar în vremurile apropiate, pierzându-și rolul de apărare, a fost micșorat. În 1786 i s-au adus unele modificări: s-a refăcut interiorul și s-a reparat bolta de contesa Kendeffy Rachel, al cărei nume este scris pe o placă de marmură în stânga amvonului.
- Biserica baptistă, str. Păcii nr.14.
- Biserica penticostală „Betel“, str. Tudor Vladimirescu f.n.
- Biserica penticostală „Betania“, str. Dr.I.Rațiu nr.59.
- Biserica Adventistă de Ziua a Șaptea, str. Horea nr.19.
- Sala Regatului – Martorii lui Iehova, str. Dr.I.Rațiu nr.20.

## Bisericile de lemn

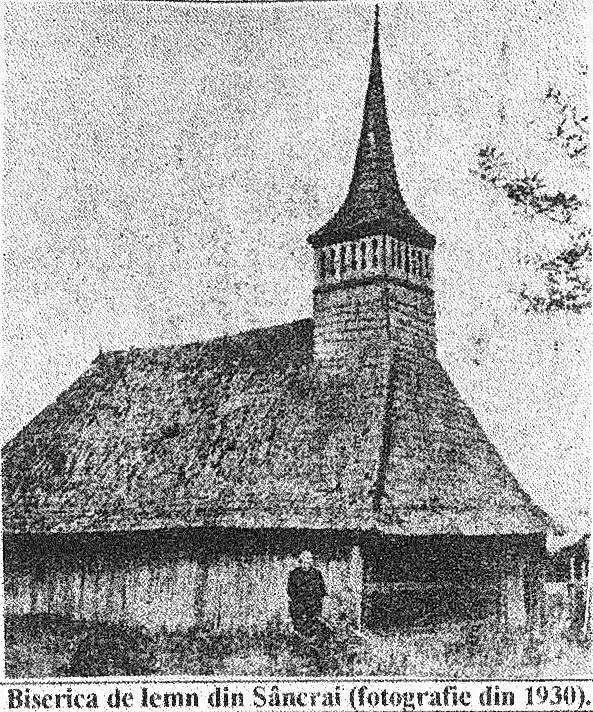
Biserica de lemn dusă în 1932 din Cȃmpia Turzii (Ghiriș-Sȃncrai) la Boian.

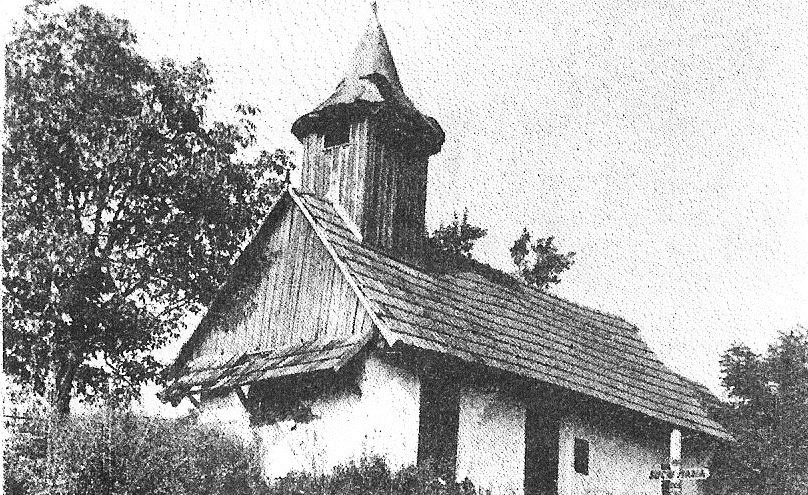
Biserica de lemn dusă în 1912 din Cȃmpia Turzii (Ghiriș-Arieș) la Călărași.

La Cȃmpia Turzii au existat în trecut 2 biserici de lemn:
- O biserică greco-catolică pe str.Laminoriștilor 30 (Ghiriș-Arieș), în locul căreia, între anii 1910-1912, s-a ridicat o biserică greco-catolică din piatră și cărămidă. Biserica veche de lemn a fost strămutată în 1912 în localitatea învecinată Călărași. Biserica de lemn este atestată documentar din anul 1750.
- O biserică greco-catolică pe str.1 Decembrie 57 (Ghiriș-Sȃncrai), în locul căreia, între anii 1928-1930, s-a ridicat o biserică greco-catolică din piatră și cărămidă. Biserica de lemn a fost strămutată în 1932 în localitatea învecinată Boian (comuna Ceanu Mare). Biserica de lemn este atestată documentar din anul 1733.

## Instituții de învățământ
În Câmpia Turzii funcționează 2 grădinițe cât și 4 unități de învățământ care oferă cursuri la nivel primar, gimnazial și liceal:
- Grădinița cu program prelungit ,,Pinocchio”
- Grădinița cu program prelungit ,,Lumea Prichindeilor”
- Școala Gimnazială „Avram Iancu[33].
- Școala Gimnazială Mihai Viteazul[34].
- Liceul Teoretic „Pavel Dan”
- Colegiul Tehnic „Victor Ungureanu”.

## Instituții de ocrotire socială
- Centru de Plasament nr.5 „Sfântul Nicolae”[35].

## Monumente istorice
Următoarele obiective din Câmpia Turzii au fost înscrise pe Lista monumentelor istorice din județul Cluj, elaborată de Ministerul Culturii din România în anul 2015:
- Biserica Reformată-Calvină (Piața Mihai Viteazu, CJ-II-m-B-07555).
- Conacul "Bethlen" (str. 1 Decembrie 1918, nr. 17, azi bibliotecă școlară a Liceului teoretic “Pavel Dan”, CJ-II-m-B-07554).
- Conacul "Betegh" (azi, grădinița „Pinochio“, str. Teilor, nr.10, CJ-II-m-B-07557).
- Conacul "Paget" (azi, Clubul Copiilor, str. Băii, CJ-II-m-B-07553).
- Centrul civic comunitar interbelic (Piața Mihai Viteazu, nr. 8-9, CJ-II-a-A-07556), compus din Clubul Muncitoresc (azi, Casa de Cultură „Ionel Floașiu“) și Biserica ortodoxă.
- Prima școală românească (str. Avram Iancu, nr. 8, azi e Muzeul "Prima Scoala Românească-1879, CJ-IV-m-B-07858).
- Tumulii[37] din punctul „Izvorul Fizeș” (CJ-I-s-B-06998).
- Tumulii din punctul „Izvorul Elecfalva” (CJ-I-s-B-06999).
- Necropola din secolul al VII-lea de pe fosta proprietate "Betegh" (CJ-I-s-B-07000).

## Obiective turistice
- Casa de Cultură „Ionel Floașiu”
- Conacul "Paget" de pe strada Parcului, nr. 10
- Conacul "Szentkereszty-Bethlen"
- Conacul "Betegh" din Câmpia Turzii
- Biserica Reformată-Calvină din Câmpia Turzii
- Biserica Romano-Catolică din Câmpia Turzii
- fosta Biserică Greco-Catolică din Câmpia Turzii (Ghiriș-Arieș), actual ortodoxă
- fosta Biserică Greco-Catolică din Câmpia Turzii (Ghiriș-Sâncrai), actual ortodoxă
- Biserica Ortodoxă "Învierea Domnului" din Câmpia Turzii

## Cimitire
- Cimitirul de la vest de str. Iancu Jianu este romano-catolic și reformat-calvin, cu acces direct de pe str. Iancu Jianu și greco-catolic cu acces din zona Valea Racoșa. Cimitirul învecinat, la est de str. Iancu Jianu (cimitirul de la capătul str. Grădinilor), este ortodox.
- Cimitirul neoprotestant (cunoscut ca "Cimitirul Pocăiților") este situat pe câmpul de la nord de cele 2 cimitire, nu departe de râul Arieș.
- Cimitirul Eroilor din Câmpia Turzii, amenajat în anul 1944, este amplasat în interiorul unui cimitir creștin, între străzile Barițiu-Eroilor-Griviței-Ardealului. Suprafața parcelei destinată mormintelor eroilor din cel de Al doilea război mondial este de 1.205 mp. În cimitir sunt îngropați 320 eroi, din care 254 necunoscuți și 66 cunoscuți, în morminte individuale sau comune.

## Structuri militare
- Baza 71 Aeriană

## Orașe înfrățite
- La Salvetat Saint-Gilles (Franța)
- Mohács (Ungaria)
- Kisber (Ungaria)
- Siemianowice (Polonia)
- Bayramic (Turcia)
- Putten (Țările de Jos)

## Personalități
- John Paget (1808 - 1892), aristocrat englez, latifundiar (a murit în Câmpia Turzii);
- Teodor Murășanu (1891 - 1966), profesor și scriitor;
- Ionel Floașiu (1893 – 1988), inginer, promotorul vieții culturale interbelice (născut la Săliște);[38]
- Aurel Vasilescu (n. 1955 - 2022), baterist, membru al formației Compact;[39]
- Virginia Ruzici (n. 1955), tenismenă;
- Paul Ciuci (n. 1956), solist vocal, chitarist și compozitor, membru al formației Compact;
- Cozmin Gușă (n. 1970), politician;
- Dorin-Nicolae Lojigan (n. 1973), avocat, politician;
- Alina Cucerzan (n. 1974), atletă;
- Andra (n. 1976), cântăreață;
- Irina Munteanu (n. 1981), politician;
- Andrei Cordoș (n. 1988), fotbalist;
- Sebastian Cojocnean (n. 1989), fotbalist;
- Andrei Coroian (n. 1991), fotbalist;
- Adél Csobot (n. 1994), cântăreață, câștigătoarea locului trei la emisiunea și concursul X Factor din Ungaria în 2012;
- Ramon Alin Șomlea (n. 1994), handbalist.

## Galerie de imagini
Pentru mai multe imagini, vezi Wikimedia Commons - Câmpia Turzii și Wikimedia Commons - Category:Câmpia Turzii.

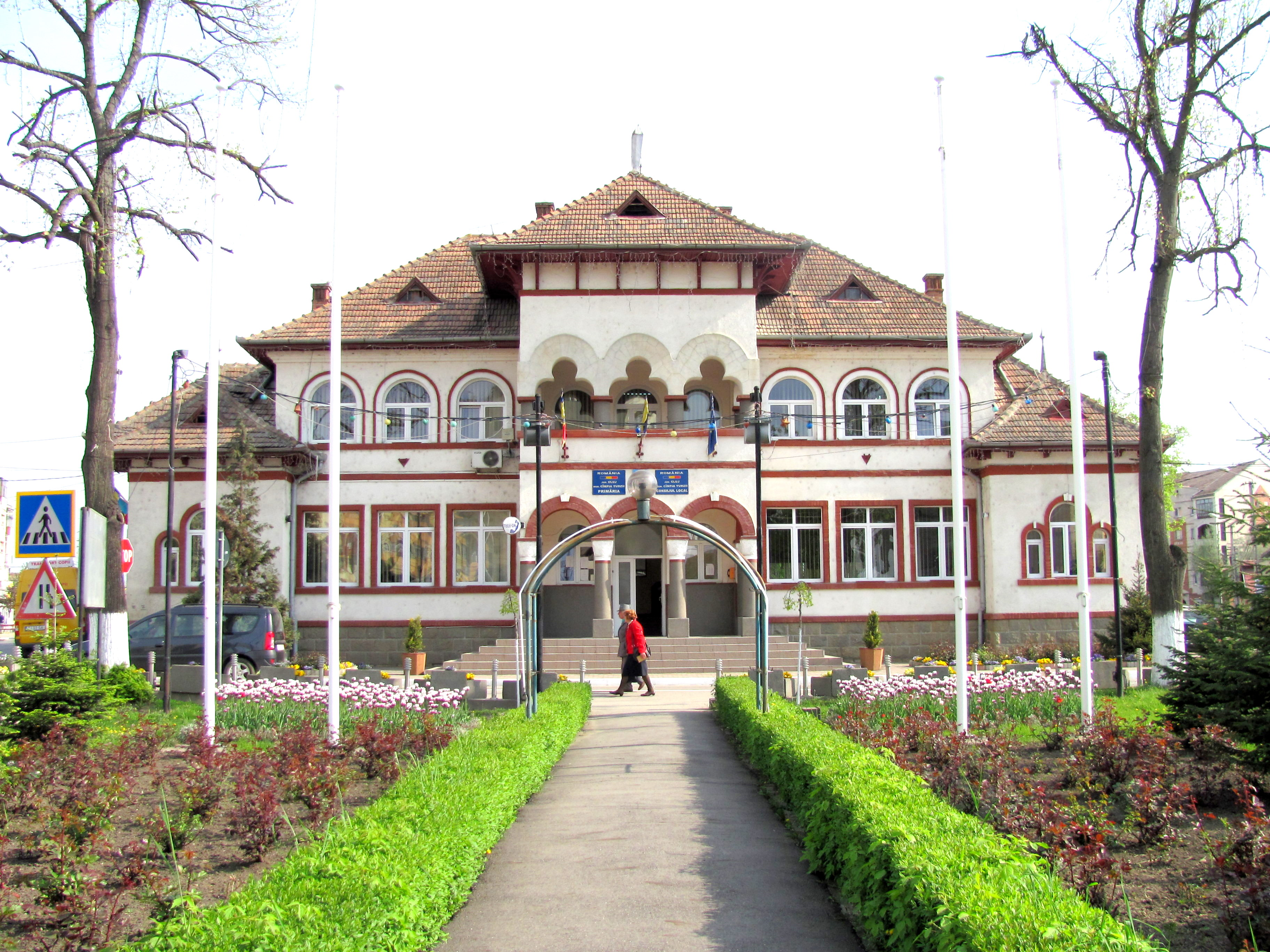
Primăria (Str.Laminoriștilor nr.2)
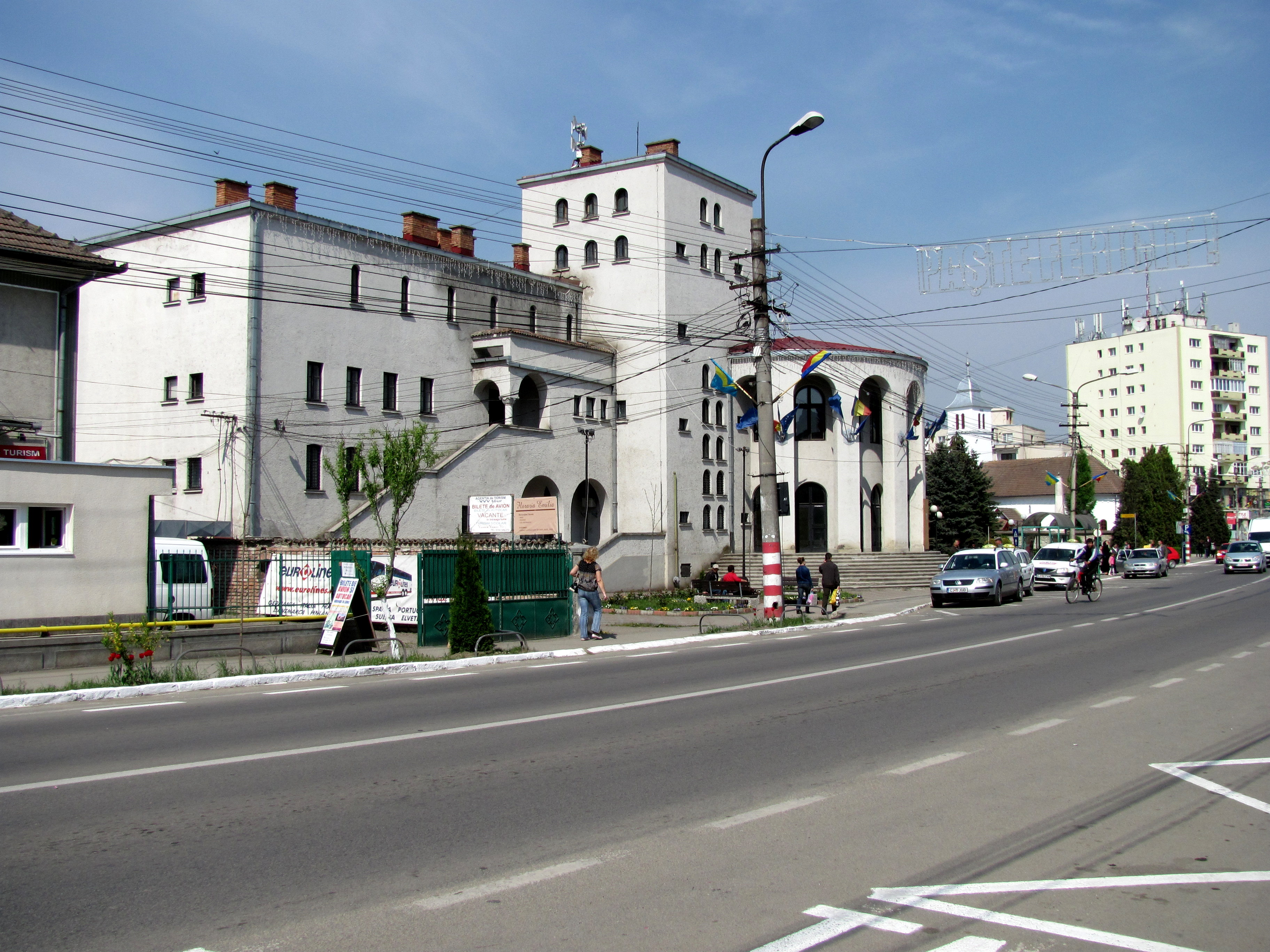
Casa de Cultură (Piața Mihai Viteazu nr.8)
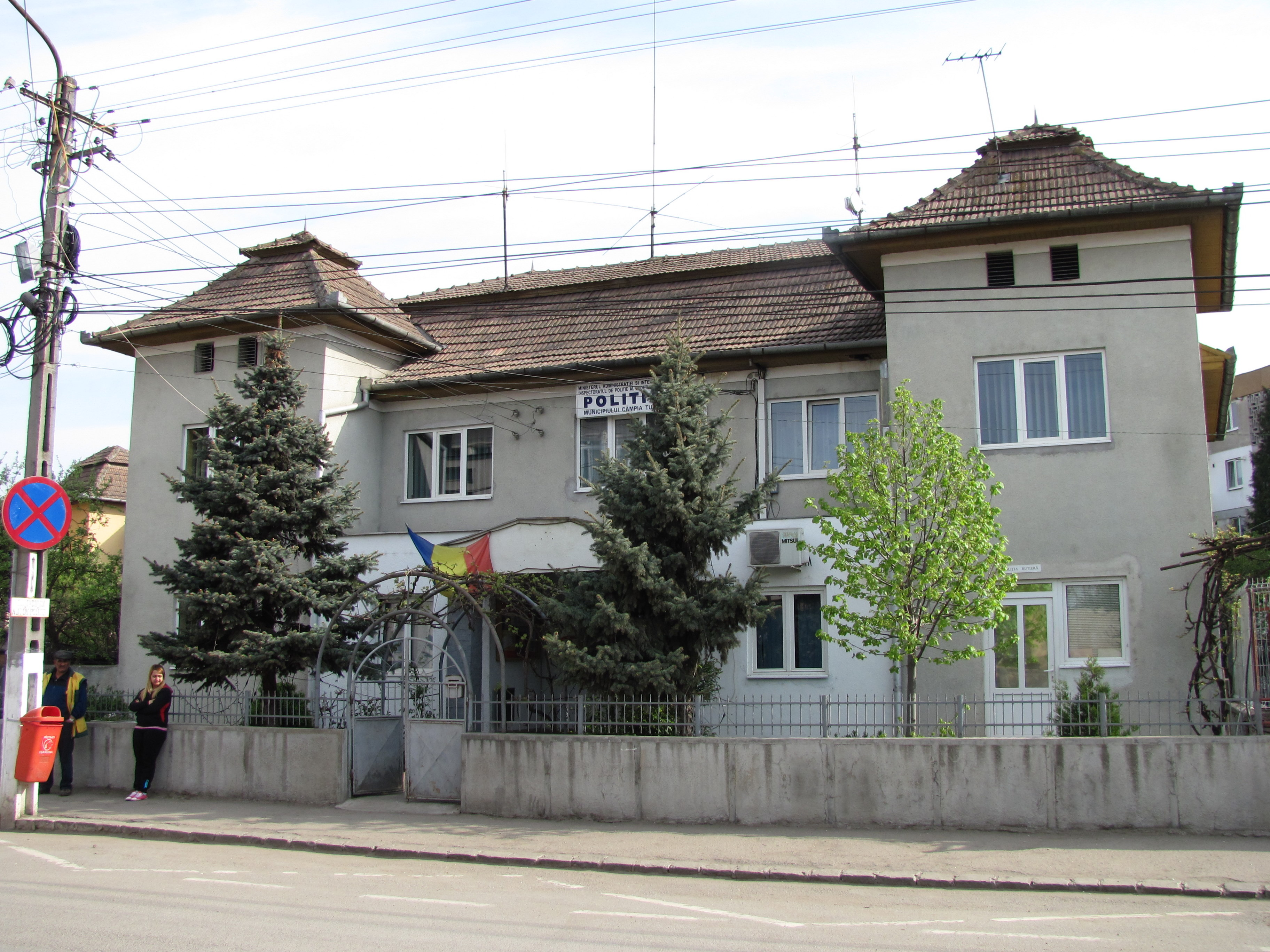
Poliția (Str.A.Mureșanu nr.32)
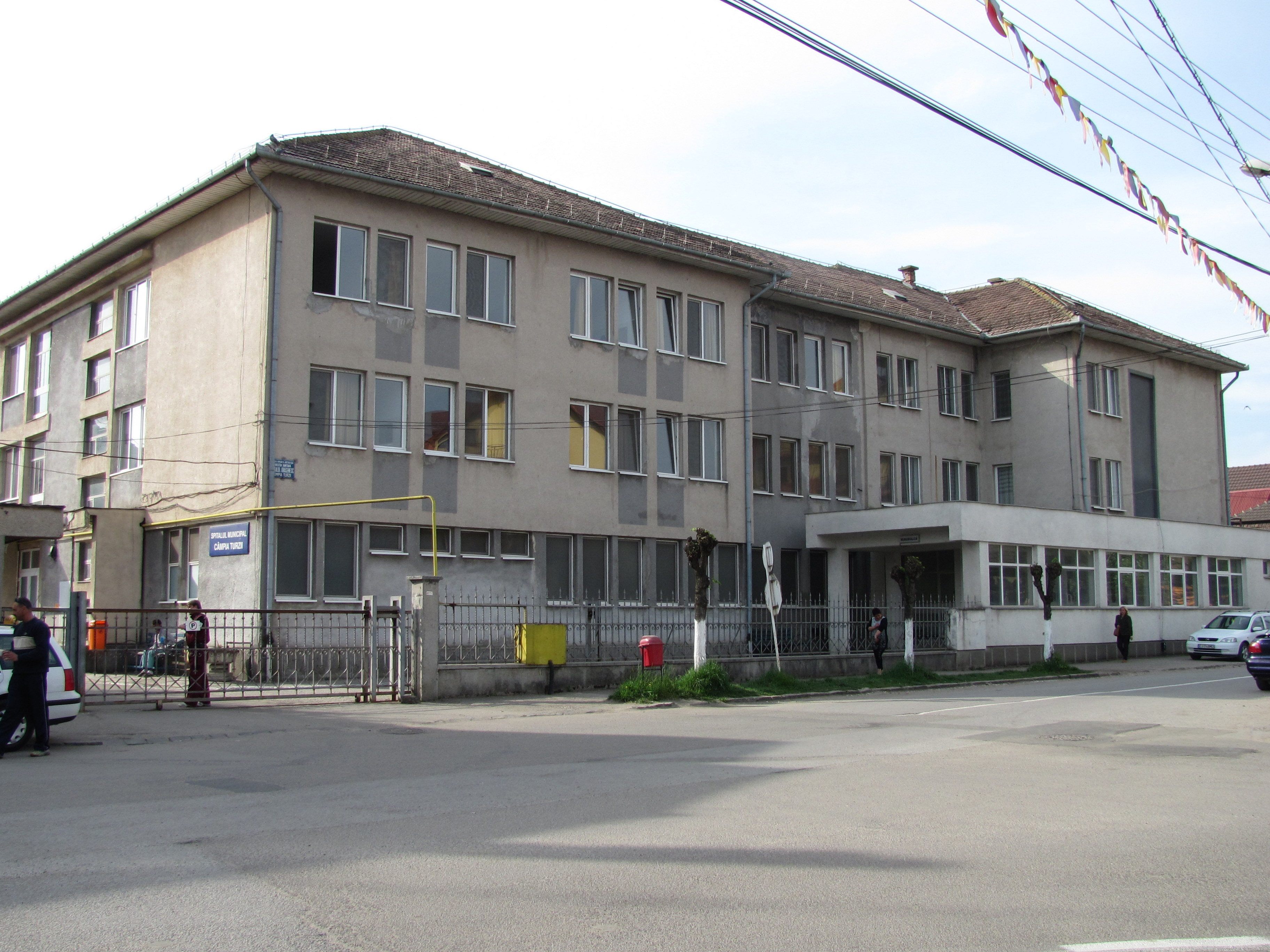
Spitalul Municipal (Str. Avram Iancu nr.33)
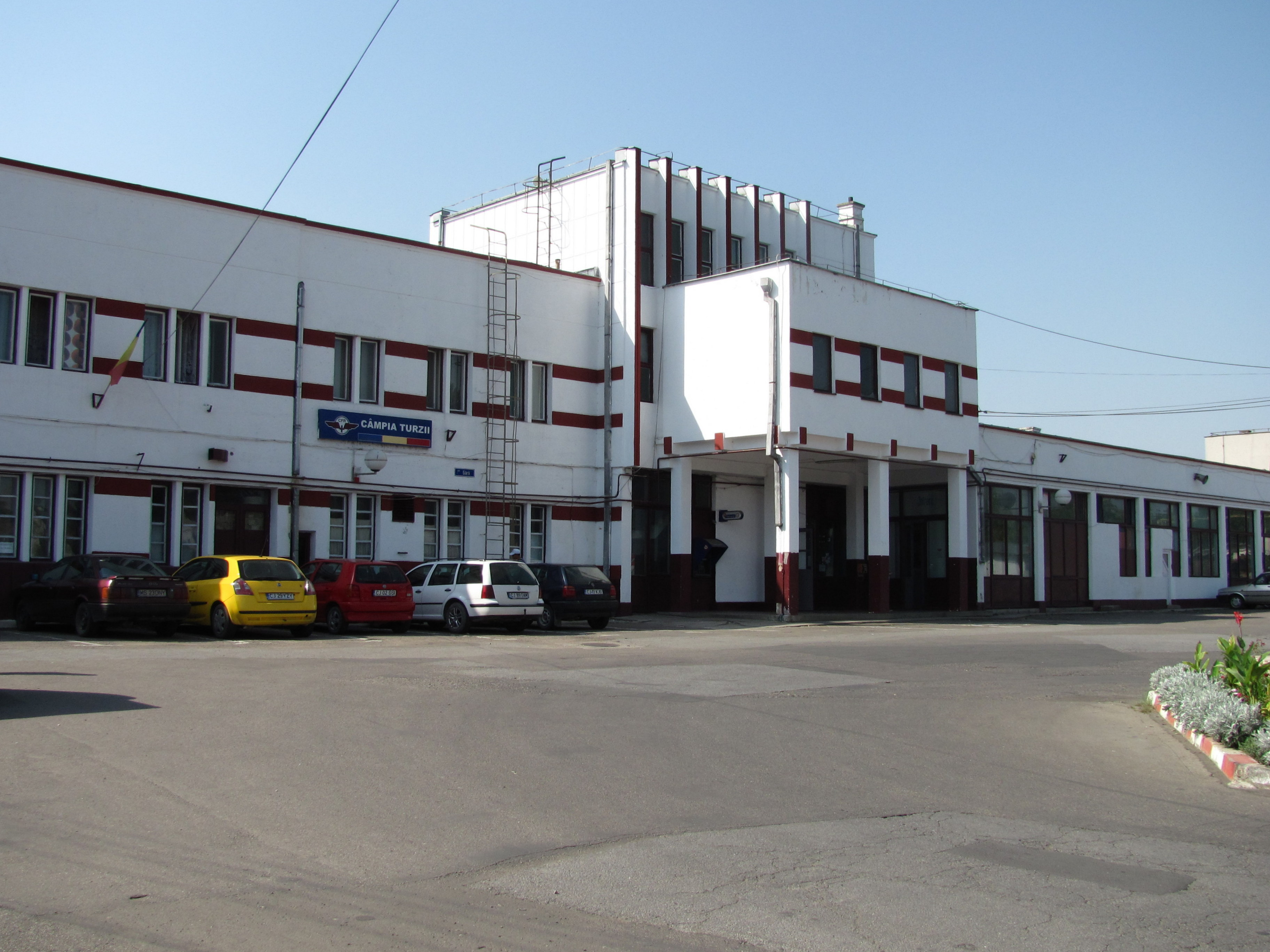
Gara (Str. Gării nr.13)
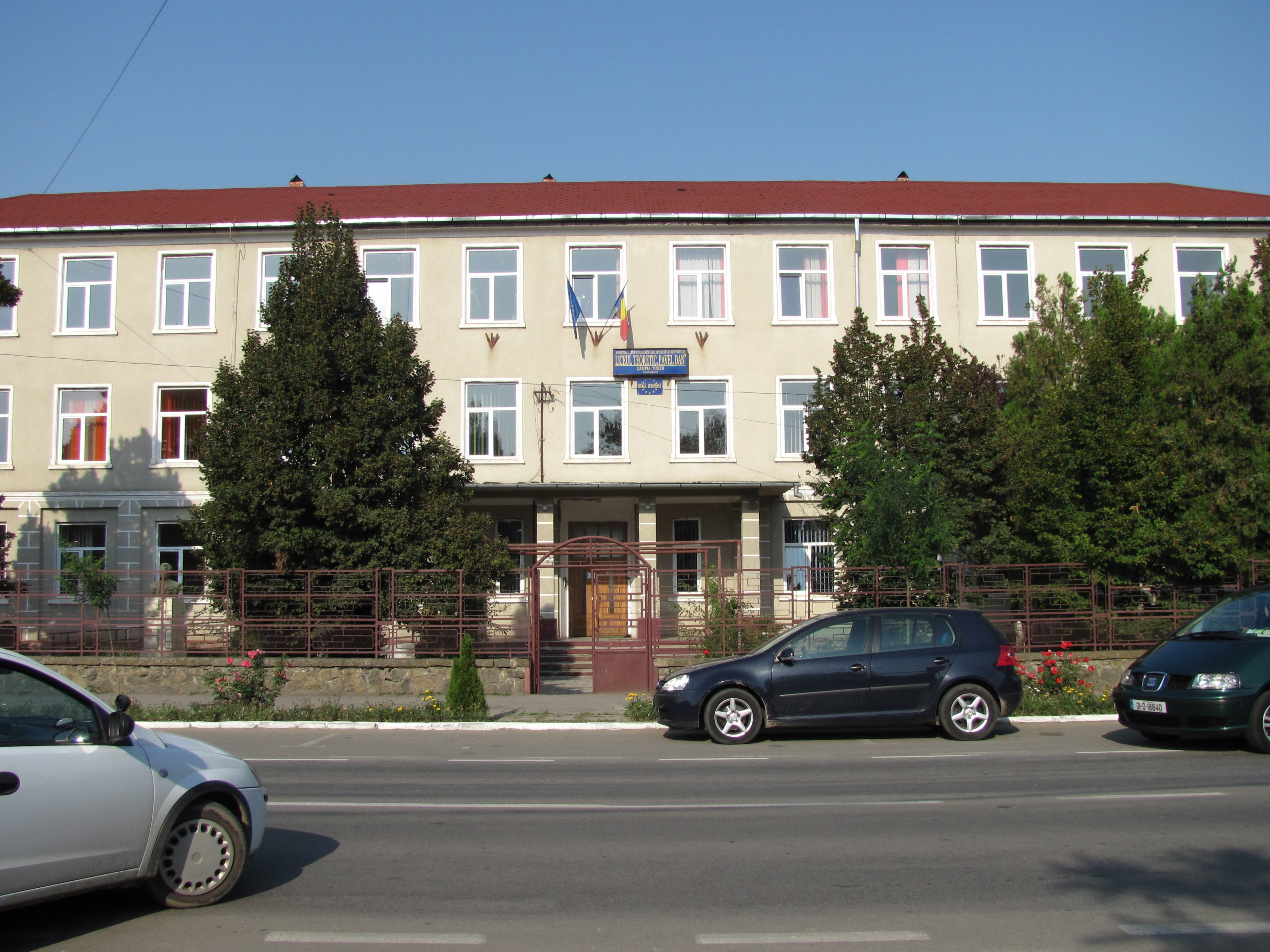
Liceul Teoretic "Pavel Dan" (Str.1 Decembrie 1918 nr.17)
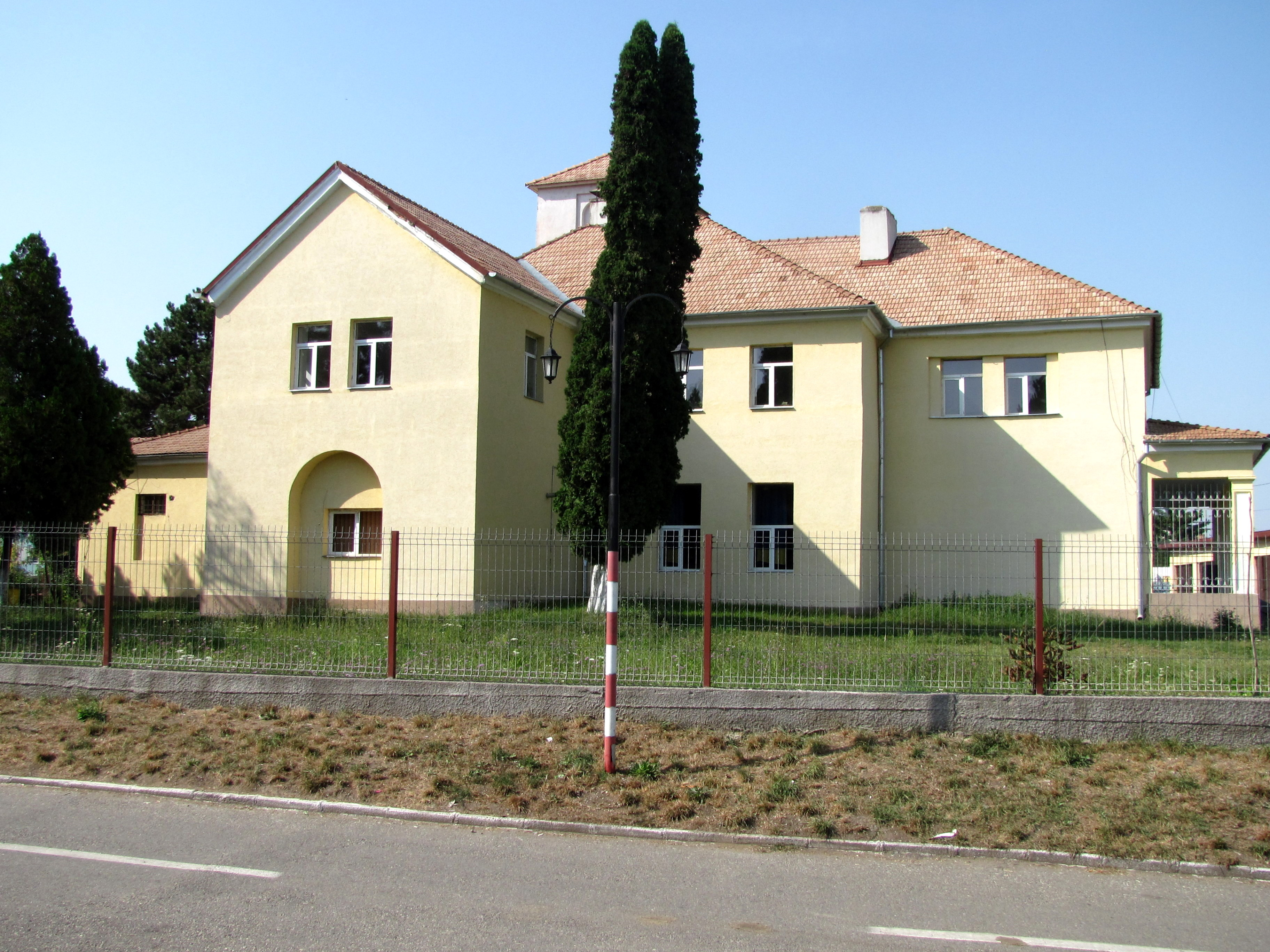
Clubul copiilor (Str.Parcului nr.10)
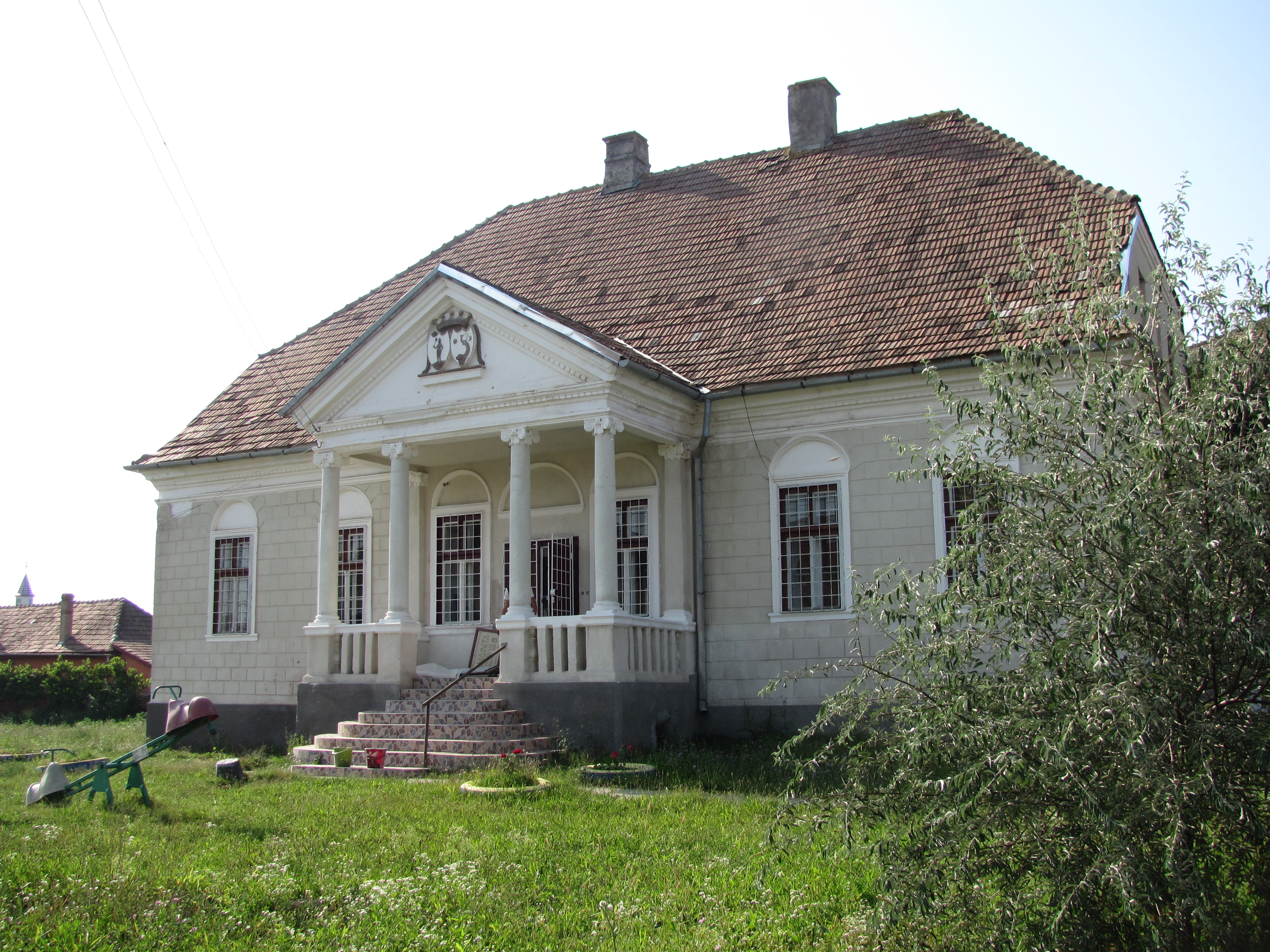
Grădinița "Pinochio" (Str.Teilor nr.10)
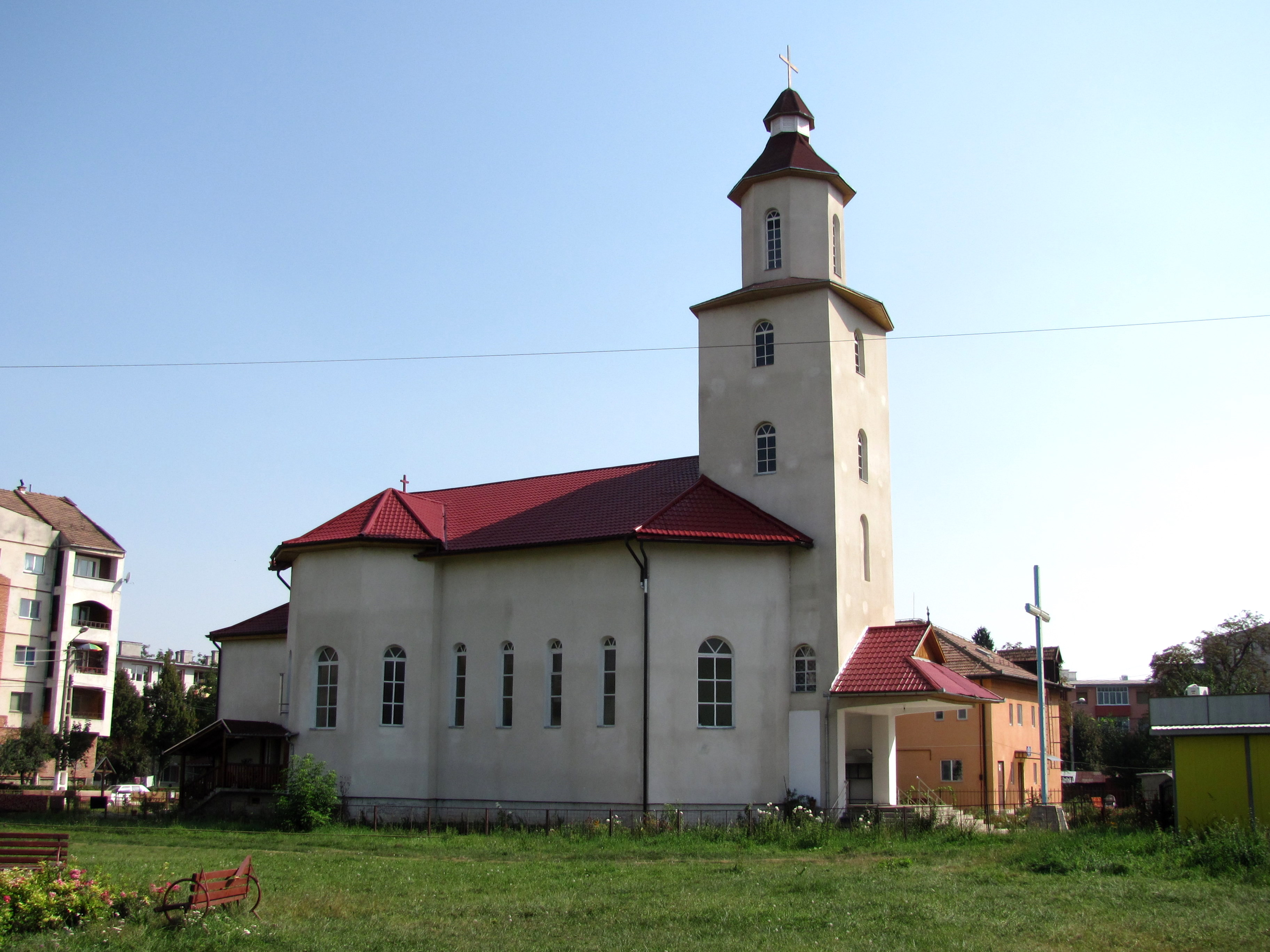
Biserica Greco-Catolică „Buna Vestire” (Str.Băii)
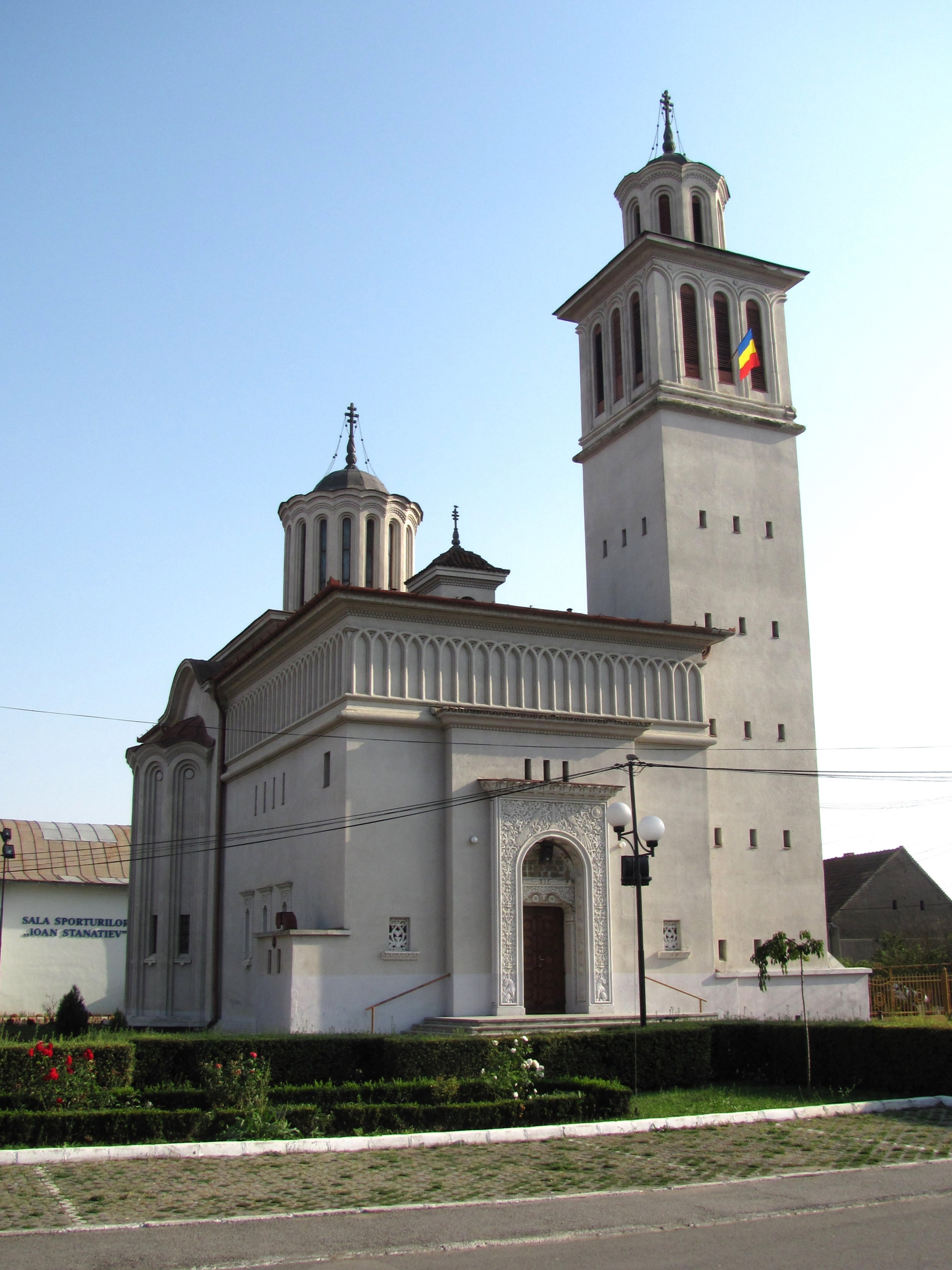
Biserica Ortodoxă "Învierea Domnului" (Piața Mihai Viteazu nr.9)
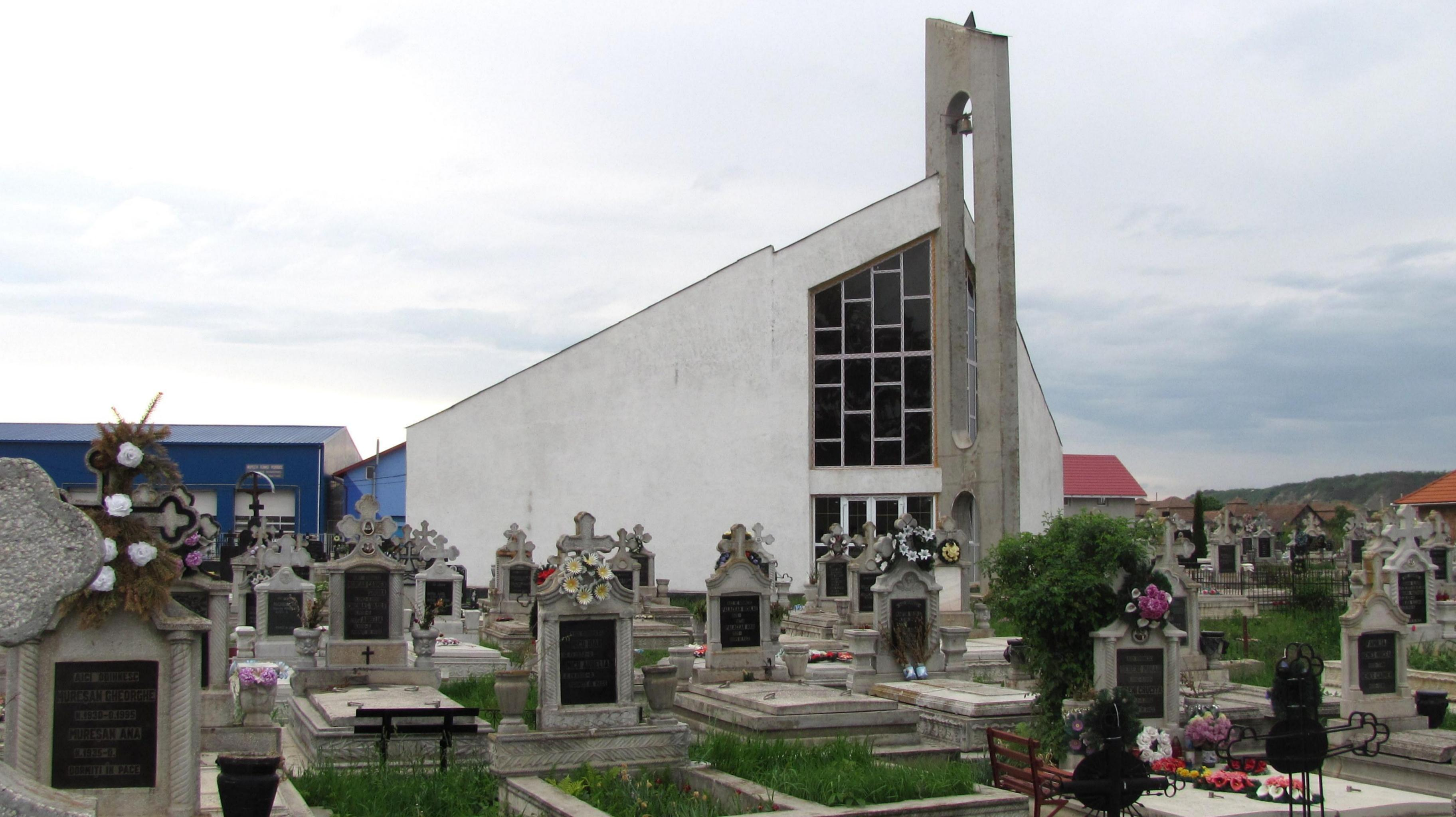
Cimitirul Ortodox și Capela multiconfesională (Str.Grădinilor)
Piața Mihai Viteazu - Monument